# 布萊克克里克鎮區 (密蘇里州謝爾比縣)
布萊克克里克鎮區（英語：Black Creek Township）是位於美國密蘇里州謝爾比縣的一個行政鎮區。

## 地方資料
布萊克克里克鎮區的面積為186.62平方千米，當中陸地面積為186.32平方千米，而水域面積為0.30平方千米。根據2020年美國人口普查的數據，當地共有人口829人，而人口密度為每平方千米4.44人。